# Alla Helgons katedral, Kairo
Alla Helgons katedral är en anglikansk katedral belägen i stadsdelen Zamalek i Kairo, Egypten. Byggnaden är huvudkyrka för Alexandrias anglikanska provins.

## Kyrkobyggnaden
Två tidigare anglikanska katedraler har funnits på platsen. Första kyrkan uppfördes år 1878 och den andra uppfördes år 1938. När en bro skulle byggas över Nilen var kyrkan i vägen och fick rivas år 1978.
Nuvarande katedral uppfördes år 1988 efter ritningar av de eyptiska arkitekterna Awad Kamel och Selim Kamel.
Kyrkan är byggd av betong och har en korsformad planform som högre upp övergår till en krona som påminner om en lotusblomma. En inspiration till bygget är Katedralen i Brasília.